# Зволиньская, Клаудия
Клаудия Зволиньская (пол. Klaudia Zwolińska; род. 18 декабря 1998, Новы-Сонч, Малопольское воеводство) — польская байдарочница-слаломистка. Серебряный призёр летних Олимпийских игр 2024 года в байдарке-одиночке в слаломе. Двукратный призёр III Европейских игр 2023 года, чемпионка Европы 2024 года, призёр чемпионатов мира и Европы. Участник летних Олимпийских игр 2020 и 2024 годов.

## Биография
Клаудия Зволиньская родилась 18 декабря 1998 года в Новы-Сонч в Польше. Греблей начала заниматься с девятилетнего возраста.

## Спортивная карьера
В 2015 году на чемпионате Европы в Германии в командном слаломе на байдарках Клаудия стала серебряным призёром.
В 2021 году представляла свою страну на летних Олимпийских играх в Токио. В 2021 году стала первой в истории польской спортсменкой, выигравшей этап Кубка мира по гребле на байдарках и каноэ, победу праздновала  на этапе в Праге. 
На чемпионате мира 2022 года в Германии в составе польской команды байдарочниц-слаломисток завоевала бронзовую медаль. Через год на чемпионате мира в Лондоне уже в индивидуальном спуске на байдарках стала бронзовым призёром.
В 2023 году на III Европейских играх в Кракове в соревнованиях по гребному слалому завоевала две серебряные медали в индивидуальных спусках на байдарке и каноэ.
В мае 2024 года на европейском чемпионате в Словении в индивидуальном слаломе байдарочниц завоевала чемпионский титул.
На летних Олимпийских играх 2024 года Клаудия завоевала серебряную олимпийскую медаль в соревнованиях байдарочниц-одиночниц. Зволиньская в финале сумела преодолеть трассу за 97,53 секунды при этом не заработав штрафа.